# Бодок (комуна)
Бодок (рум. Bodoc) — комуна у повіті Ковасна в Румунії. До складу комуни входять такі села (дані про населення за 2002 рік):
- Бодок (1164 особи) — адміністративний центр комуни
- Зелан (607 осіб)
- Олтень (742 особи)

Комуна розташована на відстані 169 км на північ від Бухареста, 11 км на північний схід від Сфинту-Георге, 38 км на північний схід від Брашова.

## Населення
За даними перепису населення 2002 року у комуні проживали 2513 осіб.
Національний склад населення комуни:
| Національність | Кількість осіб | Відсоток |
| -------------- | -------------- | -------- |
| угорці         | 2420           | 96,3%    |
| румуни         | 86             | 3,4%     |
| цигани         | 7              | 0,3%     |

Рідною мовою назвали:
| Мова      | Кількість осіб | Відсоток |
| --------- | -------------- | -------- |
| угорська  | 2425           | 96,5%    |
| румунська | 88             | 3,5%     |

Склад населення комуни за віросповіданням:
| Релігія                             | Кількість осіб | Відсоток |
| ----------------------------------- | -------------- | -------- |
| реформати                           | 2042           | 81,3%    |
| римо-католики                       | 334            | 13,3%    |
| православні                         | 73             | 2,9%     |
| унітарії                            | 47             | 1,9%     |
| п'ятдесятники                       | 8              | 0,3%     |
| греко-католики                      | 5              | 0,2%     |
| не релігійні                        | 2              | 0,1%     |
| адвентисти                          | 1              | < 0,1%   |
| лютерани (Аугсбурзького сповідання) | 1              | < 0,1%   |